# Мистический городок Эйри в Индиане
«Мистический городок Эйри в Индиане» (англ. Eerie, Indiana, рус. Эйри, Индиана) — американский телесериал Хосе Ривера и Карла Шефера. Впервые был показан на NBC с 1991 по 1992, а затем на канале Fox Kids с 1997 по 1998 год. В России был показан по телеканалу Jetix с 1999 по 2004 год. Создан Хосе Ривером и Карлом Шефером и Джо Данте в качестве творческого консультанта. В 1998 году было выпущено ответвление — «Eerie, Indiana: The Other Dimension», — которое тоже продержалось один сезон.
Население в Эйри — 16 661 человек, что можно записать как 1 666 1 (Число зверя и по краям единицы).

## Описание
Сериал повествует нам о мальчике Маршалле Теллере, переехавшем в маленький город Эйри, в штате Индиана. Он знакомится с Саймоном Холмсом, одним из немногих нормальных людей в Эйри. Вместе они сталкиваются с загадочными происшествиями и встречают таинственных жителей города.

## Персонажи
- Маршалл Теллер (Омри Кац) — главный герой.
- Саймон Холмс (Джастин Шенкароу) — лучший друг Маршалла.
- Эдгар Теллер (Фрэнсис Гвинан) — отец Маршалла.
- Мэрилин Теллер (Мэри-Маргарет Хьюмс) — мама Маршалла.
- Синди Мари Принсцилла Теллер (Джули Кондра) — старшая сестра Маршалла.
- Dash X (Джейсон Марсден) — таинственный незнакомец.
- мистер Рэдфорд (Арчи Хан)
- Рэдфорд (Джон Эстин)
- майор (Грегори Итцин)

## Список серий
| № | Название                                                           | Режиссёр       | Сценарист(ы)                     | Показ в США      | Производственный код |
| --- | ------------------------------------------------------------------ | -------------- | -------------------------------- | ---------------- | -------------------- |
| 1 | «Вечная свежесть» «Forever Ware»                                   | Джо Данте      | - Хосе Ривера - Карл Шефер       | 15 сентября 1991 | 1001                 |
| Соседи Теллеров рекламируют свои чудесные вакуумные контейнеры, которые навечно сохраняют положенную в них еду, не давая ей стареть. Однако соседка предупреждает об осторожности: если неплотно закрыть крышку, то еде в контейнере быстро вернется тот возраст, который она бы имела, если бы не лежала в чудодейственном контейнере. Позже Маршалл узнает, что не только не портится еда соседей, но и сами соседи не стареют. Они спят в больших вакуумных контейнерах с 1964 года. Дети-соседи (близнецы) 30 лет остаются вечными семиклассниками, а их мать уже 30 лет как не стареет. Близнецы просят у Маршалла помощи — открыть их контейнеры во время их действия, чтобы им вернулся их настоящий возраст. На следующий день мать Маршалла, желая отменить свой заказ на контейнеры, приходит к соседям и видит вместо семиклассников и их матери, тридцатилетних близнецов и старушку. |                                                                    |                |                                  |                  |                      |
| 2 | «Зубной фиксатор» «The Retainer»                                   | Джо Данте      | - Хосе Ривера - Карл Шефер       | 22 сентября 1991 | 1002                 |
| Группа умных собак хочет захватить мир, и Маршалл хочет им в этом помешать. |                                                                    |                |                                  |                  |                      |
| 3 | «Банкомат с золотым сердцем» «The ATM with the Heart of Gold»      | Сэм Пиллсбери  | Мэтт Дирборн                     | 29 сентября 1991 | 1003                 |
| Саймон дружит с банкоматом, который дает ему деньги горожан. |                                                                    |                |                                  |                  |                      |
| 4 | «Растеряхи» «The Losers»                                           | Джо Данте      | - Гэри Марковиц - Майкл Р. Перри | 6 октября 1991   | 1004                 |
| У отца Маршалла Эдгара исчезает портфель с очень важным содержимым — если он не отыщется, то Эдгара могут уволить. Проведя расследование, Маршалл и Саймон приходят к выводу, что лучший способ найти этот портфель — это потеряться самим. |                                                                    |                |                                  |                  |                      |
| 5 | «Страшное домашнее видео» «America's Scariest Home Video»          | Сэм Пиллсбери  | Карл Шефер                       | 20 октября 1991  | 1006                 |
| На Хэллоуин Маршалл и Саймон вынуждены присматривать за младшим братом последнего Харли, и вроде бы всё ничего, пока мумия из фильма и Харли не меняются местами — в буквальном смысле. |                                                                    |                |                                  |                  |                      |
| 6 | «Никаких шуток» «Just Say No Fun»                                  | Брайан Спайсер | Майкл Р. Перри                   | 27 октября 1991  | 1008                 |
| После того, как Саймону проверяют зрение в школе, он начисто лишается чувства юмора. Вскоре то же самое начинает происходить со всеми детьми в школе. |                                                                    |                |                                  |                  |                      |
| 7 | «Сердце на цепочке» «Heart on a Chain»                             | Джо Данте      | Хосе Ривера                      | 3 ноября 1991    | 1007                 |
| После того, как Мелани, новенькой однокласснице Маршалла, пересаживают сердце его недавно погибшего приятеля Девона, она начинает вести себя в точности как Девон. |                                                                    |                |                                  |                  |                      |
| 8 | «Недоставленное письмо» «The Dead Letter»                          | Тим Хантер     | Джеймс Л. Крайт                  | 10 ноября 1991   | 1009                 |
| Маршалл находит в библиотеке старое письмо — а вместе с ним и проблемы: его начинает преследовать призрак мальчика по имени Трип МакКоннелл, который не отстанет, пока это письмо не будет доставлено. |                                                                    |                |                                  |                  |                      |
| 9 | «Кто есть кто» «Who's Who»                                         | Тим Хантер     | Джулия Полл                      | 17 ноября 1991   | 1011                 |
| Сара Боб, увлекающаяся рисованием девочка из проблемной семьи, обнаруживает, что может изменять реальность после того, как подписывает свои рисунки карандашом, произведённым в Эйри. |                                                                    |                |                                  |                  |                      |
| 10 | «Потерянное время» «The Lost Hour»                                 | Боб Балабан    | Ванс Дедженерес                  | 1 декабря 1991   | 1010                 |
| Перевод Маршаллом часов на летнее время приводит к тому, что Маршалл оказывается в параллельной реальности. |                                                                    |                |                                  |                  |                      |
| 11 | «Теория вероятности Маршалла» «Marshall’s Theory of Believability» | Боб Балабан    | Мэтт Дирборн                     | 2 февраля 1992   | 1012                 |
| В городок Эйри приезжает со своей выставкой чудес знаменитый профессор Цирконий, который сообщает потрясающую новость - скоро здесь приземлится НЛО. Маршалл и Саймон не могут пропустить исторический момент! |                                                                    |                |                                  |                  |                      |
| 12 | «Дни Торнадо» «Tornado Days»                                       | Кен Куопис     | Майкл Кассатт                    | 1 марта 1992     | 1013                 |
| К городу приближается торнадо «Старый Боб», и все жители готовятся его встречать. Однако Маршалл и Саймон узнают, что торнадо несёт смерть свим исследователям... |                                                                    |                |                                  |                  |                      |
| 13 | «Призрак невезучего грабителя» «The Hole in the Head Gang»         | Джо Данте      | Карл Шефер                       | 1 марта 1992     | 1014                 |
| Маршалл и Саймон думают, что в старой мельнице обитает призрак. Но затем оказывается, что это всё — дело рук странного мальчика с седыми волосами… пока случайно не обнаруживается ржавый пистолет, в котором действительно заточено привидение. |                                                                    |                |                                  |                  |                      |
| 14 | «Мистер Чейни» «Mr. Chaney»                                        | Марк Голдблатт | Хосе Ривера                      | 8 марта 1992     | 1015                 |
| В Эйри проводят конкурс на титул короля урожая, и тот, кто его выиграет, имеет возможность увидеть волка и удостаивается другим почестям. Но всё, как обычно не то, чем кажется… |                                                                    |                |                                  |                  |                      |
| 15 | «Нет памяти, нет проблем» «No Brain, No Pain»                      | Грег Биман     | Мэтт Дирборн                     | 15 марта 1992    | 1016                 |
| Серия начинается с предсказаний, которые наши герои вытащили из печенья - у Маршала было написано - «ты поведаешь свою историю», а у Саймона «вы увидите мир глазами многих». А предсказание отца Марса сбылось тут же - оно гласило «вас прервёт таинственный незнакомец» - в этот же момент мужчина с тележкой, которого в городе прозвали безумный рубака, за недалёкий ум и неадекватное поведение, сносит отца Марса с ног и у Марса закрадываются мысли, что что-то здесь не так и необходимо в этом разобраться. Всё встаёт на свои места, когда оказывается, что таинственный рубака это никто иной, как Чарлз Вернел, самый умный человек на земле. |                                                                    |                |                                  |                  |                      |
| 16 | «Общество любителей кукурузы» «The Loyal Order of Corn»            | Брайан Спайсер | Майкл Кассатт                    | 22 марта 1992    | 1017                 |
| Отец Маршалла вступает в «Общество любителей кукурузы», которое на первый взгляд кажется безобидным, хоть и чудным. Туда же в надежде узнать о своём прошлом устраивается работать мальчик с седыми волосами (в этой серии дающий себе «имя» Dash X). |                                                                    |                |                                  |                  |                      |
| 17 | «Зомби кредитов» «Zombies in P.J.s»                                | Боб Балабан    | Джулия Полл                      | 12 апреля 1992   | 1018                 |
| Маршалу необходимо сдать назад в магазин набор для маскировки, который он даже не помнит, как приобрёл. Он относит его в магазин, но выясняется, что у Рэдфорда, владельца сувенирной лавки под названием «мир вещиц» и бара, уже 12 лет, как не оплачивался подоходный налог и его ждут большие проблемы если нагрянет налоговый агент. Всё меняется, когда в здание входит Дональд Чарген-Лаген-Хаген-Флаген (господин Дональд), он предлагает Рэдфорду заключить сделку, и тогда полки магазина окажутся пустые и все проблемы будут решены. Но не всё оказывается так просто, не стоило бы ему доверять… |                                                                    |                |                                  |                  |                      |
| 18 | «За гранью реальности» «Reality Takes a Holiday»                   | Кен Куопис     | Ванс Дедженерес                  | 12 апреля 1992   | 1019                 |
| Маршалл обнаруживает себя за кулисами сериала «Мистический городок Эйри в Индиане», где его друзья и родственники актеров и актрис в сериале, все называет его Омри Кац. |                                                                    |                |                                  |                  |                      |
| 19 | «Странная запись» «The Broken Record»                              | Тодд Холлэнд   | Хосе Ривера                      | 9 декабря 1993   | 1005                 |
| Запись на грампластинке, прослушанная наоборот, творит странные вещи с людьми… |                                                                    |                |                                  |                  |                      |

## Книги
В течение второй половины 90-х были написаны книги на основе сериала.
- Return to Foreverware (Mike Ford) (October 1997) ISBN 0-380-79774-7
- Bureau of Lost (John Peel) (October 1997) ISBN 0-380-79775-5
- The Eerie Triangle (Mike Ford) (October 1997) ISBN 0-380-79776-3
- Simon and Marshall’s Excellent Adventure (John Peel) (November 1997) ISBN 0-380-79777-1
- Have Yourself an Eerie Little Christmas (Mike Ford) (December 1997) ISBN 0-380-79781-X
- Fountain of Weird (Sherry Shahan) (January 1998) ISBN 0-380-79782-8
- Attack of the Two-Ton Tomatoes (Mike Ford) (February 1998) ISBN 0-380-79783-6
- Who Framed Alice Prophet? (Mike Ford) (March 1998) ISBN 0-380-79784-4
- Bring Me a Dream (Robert James) (March 1998) ISBN 0-380-79785-2
- Finger-Lickin' Strange (Jeremy Roberts) (May 1998) ISBN 0-380-79786-0
- The Dollhouse That Time Forgot (Mike Ford) (June 1998) ISBN 0-380-79787-9
- They Say (Mike Ford) (July 1998) ISBN 0-380-79788-7
- Switching Channels (Mike Ford) (August 1998) ISBN 0-380-80103-5
- The Incredible Shrinking Stanley (Robert James) (September 1998) ISBN 0-380-80104-3
- Halloweird (Mike Ford) (October 1998) ISBN 0-380-80105-1
- Eerie in the Mirror (by Robert James) (November 1998) ISBN 0-380-80106-X
- We Wish You an Eerie Christmas (Robert James) (December 1998) ISBN 0-380-80107-8